# Science-Fiction-Jahr 1882
Übersicht

◄◄ | ◄ | 1878 | 1879 | 1880 | 1881 | Science-Fiction-Jahr 1882 | 1883 | 1884 | 1885 | 1886 | ► | ►►

Weitere Ereignisse

## Ereignisse
- 25. November: Jules Vernes Voyage à travers l’impossible hat seine Uraufführung am Pariser Théâtre de la Porte Saint-Martin.

## Neuerscheinungen Literatur
| Deutscher Titel                                         | Deutschsprachiges Erscheinungsjahr | Originaltitel                                    | Autor            | Anmerkungen                                                          |
| ------------------------------------------------------- | ---------------------------------- | ------------------------------------------------ | ---------------- | -------------------------------------------------------------------- |
| Jenseits des Zodiakus. Der Bericht einer Reise zum Mars | 1882                               | Across the Zodiac: The Story of a Wrecked Record | Percy Greg       | Erstausgabe: 1880; markiert den Beginn des Subgenre Sword and planet |
|                                                         |                                    | The Fixed Period                                 | Anthony Trollope | Einziger Science-Fiction-Roman des Autors; Dystopie                  |
| Das Dampfhaus                                           | 1882                               | La Maison a vapeur                               | Jules Verne      | Erstausgabe: 1880                                                    |

## Geboren
- Phyllis Bottome († 1963)
- Hermann Dreßler
- Leonhard Frank († 1961)
- Leo Perutz († 1957)
- Hans Schmidt-Kestner († 1915)
- Henry S. Whitehead († 1932)

## Gestorben
- Anthony Trollope (* 1815)